# La Torre (Castellàs)
La Torre és una caseria i antiga quadra del terme municipal de les Valls d'Aguilar, a la comarca de l'Alt Urgell. Pertanyia, però, a l'antic municipi de Castellàs, de la comarca del Pallars Sobirà, depenent del poble de Junyent.
La Torre tenia l'església de Sant Miquel, actualment del tot desapareguda. Depenia de la parroquial de Junyent. Hi destaquen les cases de Cal Capcer i Cal Xiró.

## Etimologia
Tot i la manca de vestigis, el topònim prové de la presència d'una torre de guaita o defensiva que dominava el poble. Es tracta, doncs, d'un topònim romànic de caràcter descriptiu.

## Història

### Edat moderna
En el fogatge del 1553, la Torre, declara 2 focs laics.

### Història contemporània
Pascual Madoz parla molt breument en el seu Diccionario geográfico... de Junyent. Diu simplement que és una caseria de Junyent.